# F.V.V.A.: Femmes Voitures Villas Argent
Pour plus de détails, voir Fiche technique et Distribution.
F.V.V.A. - Femmes Voitures Villas Argent  est un film nigérien réalisé par Moustapha Alassane, sorti en 1972.

## Synopsis
Ali est un fonctionnaire nigérien modeste qui jouit d’une vie agréable à la ville quand ses parents décident de le marier. Il est alors entrainé dans un tourbillon de dépenses pour prouver son succès social: femme, voiture, villa, argent.
Pressé par des besoins financiers de plus en plus importants, il finit par voler et se retrouve en prison. Abandonné de tous, la leçon est dure.
Le film, le premier long métrage de Moustapha Alassane, présente la recherche effrénée de biens de consommation par la petite bourgeoisie des villes africaines, et selon Véronique Cayla, ex-directrice du Centre national de la cinématographie (de France), ce film a marqué toutes les générations de jeunes africains .

## Fiche technique
- Titre original : F.V.V.A. - Femmes Voitures Villas Argent
- Réalisation et scénario : Moustapha Alassane
- Musique : Sotigui Kouyaté, Ensemble Super-Volta
- Son : Amadou Amadou
- Pays de production :  Niger
- Langue originale : français
- Format : couleurs
- Durée : 62 minutes

## Distribution
- Zingare Abdoulaye
- Sawadogo Bintou
- Sotigui Kouyaté
- Djingareye Maiga
- Zalika Souley

## Festivals
- Fespaco 1972 : Prix de l’OCAM
- Festival international du film de Rotterdam 2010[2]
- Festival Étoiles francophones 2012[3]

## Distinctions
- Prix OCAM au FESPACO - Panafrican Film and Television Festival of Ouagadougo, Burkina Faso (1972)